# فرانك كونيل
فرانك كونيل (بالإنجليزية: Frank Connell)‏ هو دراج أمريكي، ولد في 19 أكتوبر 1909 في هوبوكين في الولايات المتحدة، وتوفي في 25 يوليو 2002 في كولومبيا في الولايات المتحدة.

## وصلات خارجية
- فرانك كونيل على موقع إحصائيات الدراجات الإحترافية (الإنجليزية)
- فرانك كونيل على موقع أوليمبيديا (الإنجليزية)